# Bellérophon (opéra)
Pour les articles homonymes, voir Bellérophon (homonymie).
Bellérophon est une tragédie lyrique de Jean-Baptiste Lully sur un livret de Thomas Corneille et Bernard Le Bouyer de Fontenelle, représentée à Paris par l'Académie royale de musique le 31 janvier 1679. Elle comprend un prologue et cinq actes. Elle est inspirée par la légende du héros de la mythologie grecque, Bellérophon, qui sut maîtriser le cheval ailé Pégase et, monté sur celui-ci, tuer la Chimère. 

## Historique
Après Psyché qui n'eut guère de succès, Bellérophon est la seconde tragédie lyrique que Lully dut composer sans le concours de son librettiste préféré, Philippe Quinault. En effet pendant deux ans (1677-1678), Madame de Montespan, humiliée d'avoir pu être  comparée à la jalouse Junon dans la tragédie en musique Isis, obtint de Louis XIV la mise à l'écart de l'auteur du livret. Ainsi Lully dut s'attacher à nouveau la collaboration de Thomas Corneille. Ce fut d'ailleurs leur dernière œuvre commune.

## Argument

### Prologue

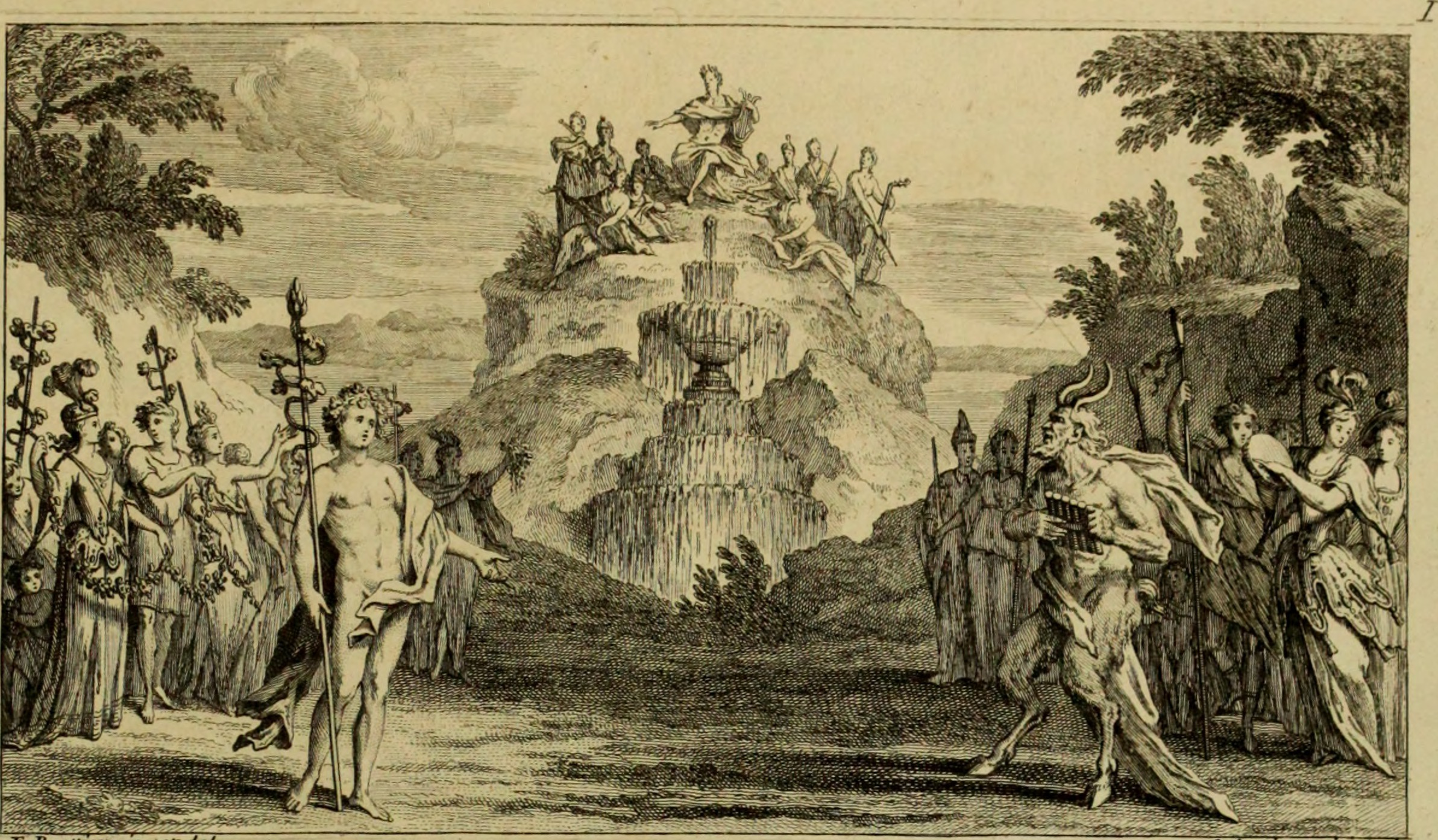
Bacchus et Pan au pied du Mont Parnasse

Comme à l'accoutumée, le prologue a pour fonction principale de rendre hommage au souverain, Louis XIV, qui vient d'imposer les Traités de Nimègue actant le retour (temporaire !) à la paix. 
Sur le Mont Parnasse, Apollon qui est assis en compagnie des neuf muses, célèbre « le plus grand des rois », par qui vient la paix. Pan et Bacchus sont invités à se joindre aux louanges. Bacchus et sa suite d'Ægipans et de Ménades, ainsi que Pan avec des bergères et bergers les rejoignent. Tous ensemble chantent l'éloignement de la guerre et le retour de l'amour. Apollon les convie tous au spectacle qui va suivre, en l'honneur du héros.

### Acte I
Sténobée, veuve du roi d'Argos Prétus, qui est mort, explique à sa confidente Argie la raison qui lui a fait quitter Argos pour venir en Lycie à la cour du roi Jobate : elle souhaite revoir Bellérophon, qui y avait jadis été exilé, par jalousie par Prétus, et espère lui offrir sa main ainsi que la royauté sur Argos, sachant cependant que Bellérophon ne montrait guère d'intérêt pour la gent féminine, et beaucoup plus pour les exploits guerriers. Survient la fille de Jobate, Philonoé, qui leur apprend que son père va la marier aujourd'hui, sans savoir à qui, mais elle leur confie qu'elle espère que ce sera Bellérophon, qu'elle aime d'un amour partagé. Sténobée est furieuse et veut se venger.

## Discographie
- Les Talens Lyriques, dir. Christophe Rousset - Aparté 2011